# Bassa
|  | Per a altres significats, vegeu «Bassa (desambiguació)». |

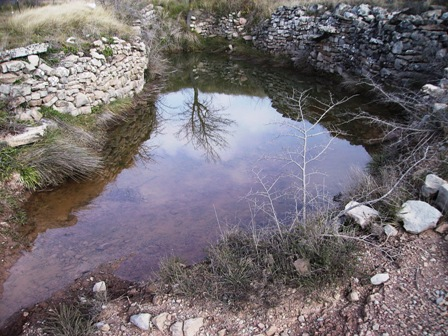
Bassa tradicional a la serra de Castelltallat

Una bassa és una excavació impermeable feta a un lloc favorable per poder emmagatzemar aigua de pluja. Les basses tradicionals estaven impermeabilitzades amb argila compactada en el fons, tenien les parets fetes de pedra seca o aprofitaven unes característiques del terreny favorables a la impermeabilització natural. També es podien fer enterament de pedra seca impermeabilitzades amb calç. Podien ser de dimensions variables, normalment a partir de 10 m³.
A llocs com Mallorca, hi ha basses cobertes amb volta per protegir-les de l'evaporació i de la brutícia. Aleshores la seva planta és circular, de mides variables, però sempre una coberta de falsa cúpula. Els paraments són dobles i varien en alçària.
A les muntanyes d'Andorra, una bassa és un estany petit lligat al model glacial, però poc profund, que sovint s'asseca al cor de l'estiu.
L'accés a la bassa coberta és fa pel portal, on hi ha una sèrie de graons que permeten arribar a l'aigua segons quin sigui el nivell que tingui. Les mides del portal també varien. Pot tenir una pedra de llinda de grans dimensions, o dues formant un angle, i els brancals són formats sempre per pedres sobreposades grosses.
En els regadius moderns les basses, de grans dimensions, estan impermeabilitzades amb material plàstic i tenen com a funció emmagatzemar aigua per a regar.

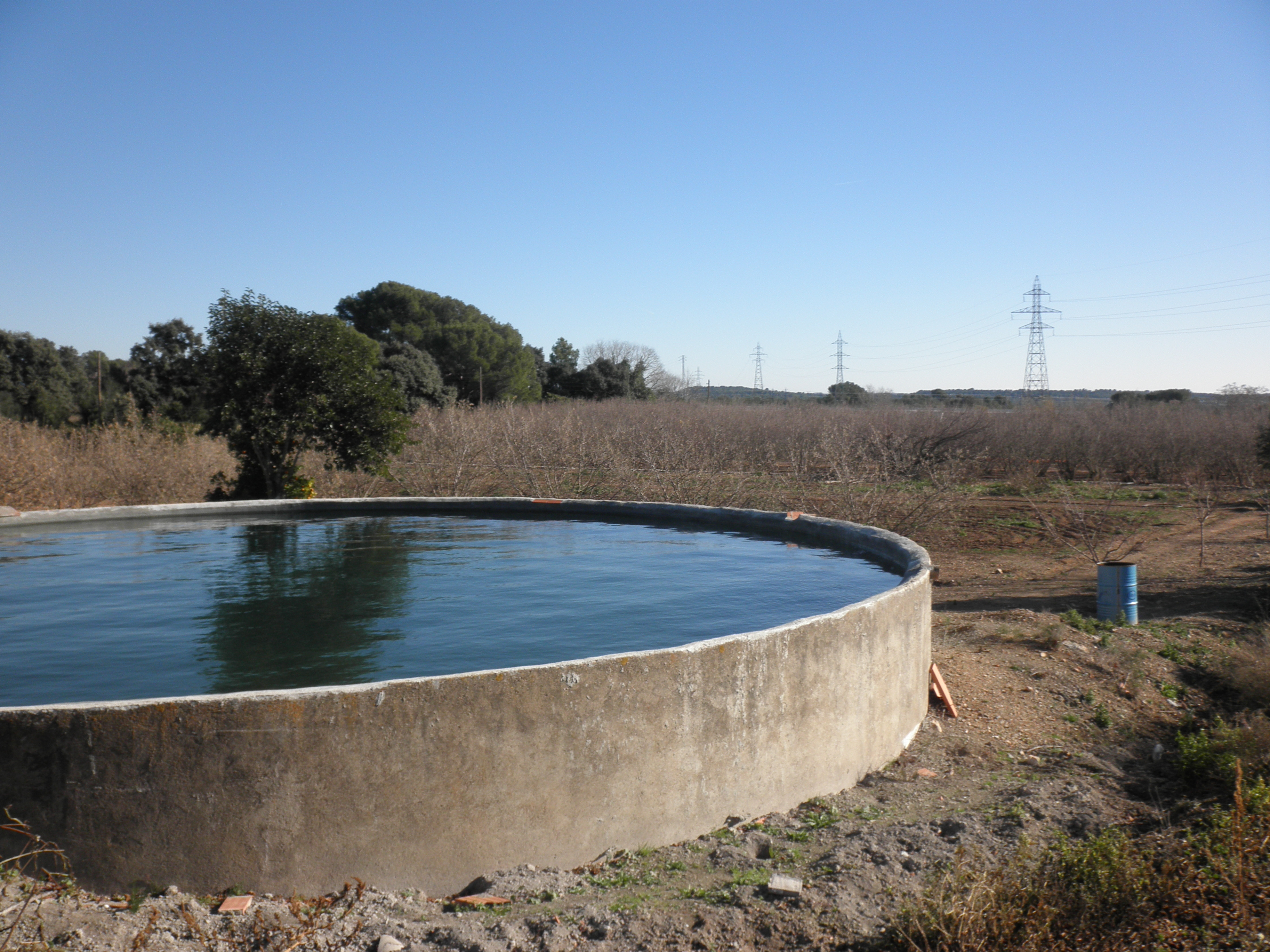
Bassa de formigó usada per regar avellaners

Les basses recollien l'aigua d'una petita conca en la qual s'hi feien uns canals de terra que arreplegaven l'aigua i la conduïen cap a l'entrada de la bassa.
Les basses tradicionals s'aprofitaven especialment per l'abeuratge dels ramats. Són molt comunes en els paisatges mediterranis i són usades per a aprofitar l'aigua aportada per les pluges. Si no se'n fa un manteniment adequat les basses s'omplen de terra i les conques es malmeten i deixen d'aportar aigua.

## Ecologia
Des del punt de vista mediambiental les basses mediterrànies són importants per a una certa fauna i flora. El biòtop aquàtic de les basses, siguin intermitents o permanents, manté unes relació estreta i intensa amb els sistemes ecològics terrestres que envolten la bassa.
- La flora inclou plantes aquàtiques de diversos tipus com ara els joncs.
- Molts dels animals més petits de la fauna típica de les basses depenen del plàncton que s'hi forma.[4] Són també molt comuns els insectes com les libèl·lules, i amfibis com les granotes, salamandres i tritons. Aquests atreuen als animals més grans com les serps, i aus, com el bernat pescaire i la polla d'aigua.